# Welshe literatuur
Welshe literatuur (in de Welshe taal) is na de klassieke talen de oudste overgeleverde literatuur in Europa. De Welshe literaire traditie leeft nog steeds, en bestrijkt een periode vanaf de 6e eeuw tot nu. Tot op de dag van vandaag is het Welsh zoals het gesproken werd in de vroege middeleeuwen (Middle Welsh) nog gebruikt worden door hedendaagse Welshe sprekers.
Literatuur uit Wales heeft een lange en rijke traditie waarvan we reeds sporen vinden vanaf de 6e eeuw.

## Heroïsche poëzie
Heroïsche poëten zetten de traditie verder van de Keltische barden. De bekendste dichters uit deze periode die in de volkstaal schreven waren Taleisin en Aneirin, die beiden ten tijde van de Angelsaksische invasie in Brittannië leefden.
- Taliesin schreef gedichten over de ideale heerser Urien Rheged (Koning van Rheged) die zijn volk in tijden van oorlog beschermde met zijn dapperheid, en in vrede grootmoedig en genereus was.
- Aneirin is vooral bekend voor de Y Gododdin, die de heldhaftigheid van de kleine groep krijgers in de Slag bij Catraeth (ca. 600 na Chr.) tegen een overmacht aan Angelsaksen eerde, een veldslag die ze ook verloren.

## De saga's
De traditie van het lofdicht die werd ingezet door Aneirin en Taliesin werd in de 9e en 10e eeuw voortgezet door een aantal anonieme dichters. Hun onderwerpen zijn meestal personages en gebeurtenissen uit de zesde en zevende eeuw, tijdens de lange jaren van oorlog tegen de Angelsaksische invallers. Er zijn drie belangrijke cycli, groepen van gedichten die betrekking hebben op hetzelfde verhaalmateriaal:
1. De "Llywarch Hen", over een oude man die zijn 24 zonen aanzet tot heroïsch gedrag tegenover de invallers.
2. de "Heledd," over de dood van Cynddylan, koning van noordelijk Powys in de 7e eeuw, van wie het land werd verwoest door de Engelsen van Mercia.
3. en de gedichten die gaan over de dood van Urien Rheged.

## De mabinogi
Zie: mabinogion

## Arthuriana
De Normandische verovering van Wales leidde tot een literaire renaissance, niet alleen wat betreft de geschriften over geschiedenis, maar ook de teksten over recht, geneeskunde en geneeskunde, geografie, het leven van de heiligen en theologie. Enkele van deze werken waren origineel, maar bij de meeste ging het om directe vertalingen uit het Frans of het Engels. Teksten die ons zijn overgeleverd zijn het leven van St. Beuno en St. David, het Boek van de kluizenaar, en sommige mystieke werken. Veruit de grootste bijdrage van Normandisch Wales aan de wereldliteratuur, waren echter de werken bekend als de Arthuriana.
Zo bevat de Annales Cambriae (geschreven omstreeks 1100) geschiedenissen over de periode 445-954, waarin Arthur een rol speelt in de strijd tegen de Saksen. In twee vroege gedichten, "Y Gododdin" en "Marwnad Cynddylan" werd Arthur al geëerd als waardig en moedig leider, en in het 13e-eeuwse Zwarte Boek van Carmarthen en in het Boek van Taliesin verschijnt hij als een legendarische held. Het vroegste proza over Arthur (in gelijk welke taal) dateert uit de laatste helft van de 11e eeuw: Culhwch en Olwen. Een ander, moeilijk te interpreteren prozaverhaal over Arthur is het raadselachtige Breuddwyd Rhonabwy (De Droom van Rhonabwy) uit de 13e eeuw.
Veruit de bekendste van alle Normandisch-Welshe auteurs van die periode is Geoffrey van Monmouth (ca. 1090-1155) wiens in het Latijn geschreven Historia Regum Britanniae (Geschiedenis van de koningen van Brittannië) de basis werd voor een geheel nieuwe en indrukwekkende Europese literatuur van Arthurverhalen.